# Come noi
Come noi è un singolo di Pino Scotto del 2008, tratto dall'album Datevi fuoco (lo Scotto da pagare).

## Descrizione
Il brano vanta la partecipazione di J-Ax e degli Extrema. 
Con il testo originale scritto con Scotto, Stefano Tessarin e Domenico Prantera da Norman Zoia, il pezzo è uscito dapprima in Segnali di fuoco e poi, remixato da Marco Trentacoste, in Guado. 
Nella versione del 2008 sono invece state aggiunte due strofe a opera dello stesso J-Ax.

## Formazione

### Versione 2008
- Pino Scotto - voce
- J-Ax - voce
- Tommy Massara - chitarra
- Steve Volta - basso
- Mario Riso - batteria
- GL Perotti - cori
- Lella - cori